# Muskelhypothek
Muskelhypothek ist die umgangssprachliche Bezeichnung für Eigenleistungen des Bauherrn im Zusammenhang mit dem Bau oder dem Erwerb einer Immobilie, die aus Sach- und Arbeitsleistungen, vor allem aus dem Wert eingebrachter Baustoffe und der Selbsthilfe bestehen können.

## Motive
Im Rahmen von privaten Immobilienfinanzierungen wird unter Eigenleistung jede Arbeitsleistung eines Kreditnehmers verstanden, die er selbst vornimmt oder durch seine Bauhelfer am finanzierten Bauwerk durchführen lässt. Nach § 15 Abs. 1 II. II. BV gehören darüber hinaus zur Eigenleistung auch der Wert des eigenen Baugrundstücks und der Wert verwendeter Gebäudeteile.
Da diese Arbeits- und Sachleistungen nicht von Bauunternehmen erbracht werden, senkt die Eigenleistung die Baukosten und erhöht deshalb die Eigenkapitalquote. Ein höherer Eigenkapitalanteil – auch durch Eigenleistungen – senkt die Bankkredite und damit auch den Kapitaldienst; betriebswirtschaftliche Kennzahlen wie Kapitaldienstfähigkeit, Kapitaldienstgrenze und Kapitaldienstdeckungsgrad verbessern sich zu Gunsten des Kreditnehmers. Mit einem größeren Anteil an Eigenleistung und Eigenkapital im Finanzierungsplan besteht die größere Wahrscheinlichkeit der positiven Entscheidung bei Kredit- und vor allem Fördermittelvergaben.
Die Muskelhypothek hat das Ziel, Handwerkerlohnkosten durch persönliche Arbeitsleistungen (Selbst-, Verwandten-, Nachbarschafts- oder organisierte Gruppenselbsthilfe) zu reduzieren.

## Nachweis
Die Eigenleistung ist den finanzierenden Kreditinstituten im Finanzierungsplan plausibel nachzuweisen, weil die Eigenkapitalbeteiligung des Kreditnehmers bei Baufinanzierungen für Banken eine bedeutende Rolle spielt (siehe Vollfinanzierung). Bis zu 30 % der Baukosten können im Einzelfall durch Eigenleistung erbracht werden.

## Risiken
Risiken liegen in dem hohen Zeitaufwand, der längeren Bauzeit, der teilweise unzureichenden fachlichen Qualifikation und dem Ausschluss von Gewährleistungsansprüchen. Bautechnisch kann mithin die Eigenleistung ein Risiko für den Bauherrn bedeuten, wenn sich später Baumängel zeigen, die möglicherweise durch Mitschuld des eigenleistenden fachunkundigen Bauherrn verursacht wurden.

## Historische Beispiele
Besondere Popularität erfuhr die Muskelhypothek im Wirtschaftswunder der Nachkriegszeit. Christiane Cantauw berichtet beispielsweise von Siedlungen in Nordrhein-Westfalen, deren spätere Bewohner sich zu 7000 Stunden Hilfsarbeit verpflichteten, bevor sie per Zufall gelost eines der fertiggestellten Häuser erhielten. So sei sichergestellt worden, dass alle Bauten gleichsam motiviert gebaut wurden.